# Gastón Mazzacane
Gastón Hugo Mazzacane, ou apenas Gastón Mazzacane (La Plata, 8 de maio de 1975) é um piloto argentino de automobilismo.

## Carreira
Mazzacane iniciou a carreira da mesma maneira que a maioria dos pilotos, no kart, ingressando a partir de então nas Fórmulas 3 e 2000, competindo por ambas até 1996, ano em que passou a correr na Fórmula 3000.
Nesta categoria, o argentino estreou pela equipe Auto Sport Racing na etapa de Nürburgring, onde abandonou. Correu ainda por Astromega e GP Racing (atual Rapax Team). Em quatro temporadas, marcou apenas dois pontos, graças a dois sextos lugares, nos GP's de Oschersleben e Silverstone. Em 33 corridas, Mazzacane não largaria em quatro delas.

## Fórmula 1
Em 1999, Mazzacane teve seus primeiros contatos com a Fórmula 1 após ser contratado pela equipe Minardi para ser test-driver. No ano seguinte, o time italiano fica sem Luca Badoer, que retornava à Ferrari, deixando o espanhol Marc Gené sem um companheiro de equipe. No final de fevereiro de 2000, a Minardi anuncia Mazzacane como seu novo piloto, que chegava com o estigma de pay-driver (piloto pagante), graças ao patrocínio da PSN (canal de esportes por assinatura, extinto em 2002). Em sua única temporada na Minardi, Mazzacane teve como melhor resultado um oitavo lugar no GP da Europa - tal posição, no entanto, não valia pontos.
Uma de suas melhores corridas foi o GP dos EUA, que marcou o retorno do circuito de Indianápolis à Fórmula 1 depois de 40 anos. O argentino, que chegou a andar algumas voltas em terceiro, disputou posições com o então bicampeão Mika Häkkinen antes de abandonar com problemas no motor.
Ainda com o patrocínio da PSN, Mazzacane assina contrato com a Prost, que disputaria sua última temporada em 2001. Disputa apenas quatro provas com a equipe francesa, que o demite por conta de problemas de patrocínio, abrindo espaço para o brasileiro Luciano Burti ocupar o lugar do argentino. Antes, ele havia feito testes pela Arrows, mas perderia a vaga para outro brasileiro, Enrique Bernoldi.
No final de 2001, Gastón entra em acordo com a nova equipe Dart-Phoenix, e seu companheiro de time seria o brasileiro Tarso Marques. No entanto, a equipe teve seu pedido de inscrição negado e depois foi liberada para correr a partir do GP de Mônaco. A FIA recorreu da decisão e a Dart teve oficialmente sua inscrição negada, com o argumento de que mancharia a imagem do esporte. Por causa disto, Mazzacane viu sua carreira na F-1 terminar.

## CART
Com a inscrição da Dart-Phoenix negada, Mazzacane ficou dois anos parado. Voltaria à ativa em 2004, agora na Champ Car. Pilotando o carro #19 da equipe Dale Coyne, disputou dez provas (largou em nove), marcando 73 pontos e conquistando o décimo-sétimo lugar na classificação. Sua melhor posição de chegada foi um sexto lugar no GP de Toronto.

## Outras categorias
Sem espaço na Champ Car em 2005, Mazzacane disputaria ainda provas de Stock Car e Fórmula Truck, estreando nesta última em 2008, pela equipe ABF Mercedes, disputando uma única prova, em Fortaleza. Depois, o argentino foi dispensado, mas manteve-se em atividade no campeonato FIA GT, pilotando uma Ferrari 550 GT1 da equipe ACA Argentina.

## Resultados

### Fórmula 3000
| Ano  | Equipe            | 1       | 2       | 3       | 4       | 5       | 6      | 7       | 8       | 9       | 10      | 11     | 12      | DC  | Pontos |
| ---- | ----------------- | ------- | ------- | ------- | ------- | ------- | ------ | ------- | ------- | ------- | ------- | ------ | ------- | --- | ------ |
| 1996 | Auto Sport Racing | NÜR Ret | PAU DNQ | PER 14  | HOC Ret | SIL 11  | SPA 19 | MAG Ret | EST 10  | MUG Ret | HOC Ret |        |         | 22º | 0      |
| 1997 | Auto Sport Racing | SIL 10  | PAU DNQ | HEL Ret | NÜR 10  | PER 15  | HOC 10 | A1R 17  | SPA 11  | MUG 10  | JER Ret |        |         | 28º | 0      |
| 1998 | Astromega         | OSC 6   | IMO 7   | CAT Ret | SIL 6   | MON 12  | PAU 9  | A1R Ret | HOC Ret | HUN Ret | SPA DNQ | PER 13 | NÜR Ret | 21º | 2      |
| 1999 | GP Racing         | IMO     | MON     | CAT     | MAG     | SIL DNQ | A1R    | HOC     | HUN     | SPA     | NÜR     |        |         | -   | 0      |

### Fórmula 1
| Ano  | Equipe                       | Chassi      | Motor         | 1       | 2      | 3       | 4       | 5      | 6     | 7       | 8      | 9       | 10     | 11     | 12      | 13     | 14     | 15      | 16     | 17     | Classificação | Pontos |
| ---- | ---------------------------- | ----------- | ------------- | ------- | ------ | ------- | ------- | ------ | ----- | ------- | ------ | ------- | ------ | ------ | ------- | ------ | ------ | ------- | ------ | ------ | ------------- | ------ |
| 2000 | Telefónica Minardi Fondmetal | Minardi M02 | Fondmetal V10 | AUS Ret | BRA 10 | SMR 13  | GBR 15  | ESP 15 | EUR 8 | MON Ret | CAN 12 | FRA Ret | AUT 12 | ALE 11 | HUN Ret | BEL 17 | ITA 10 | EUA Ret | JAP 15 | MAL 13 | 21º           | 0      |
| 2001 | PSN Prost Acer               | Prost AP04  | Acer V10      | AUS Ret | MAL 12 | BRA Ret | SMR Ret | ESP    | AUT   | MON     | CAN    | EUR     | FRA    | GBR    | ALE     | HUN    | BEL    | ITA     | EUA    | JAP    | 25º           | 0      |

### Champ Car
| Ano  | Equipe     | 1   | 2   | 3      | 4      | 5      | 6     | 7       | 8      | 9      | 10     | 11    | 12     | 13  | 14  | Rank | Pontos |
| ---- | ---------- | --- | --- | ------ | ------ | ------ | ----- | ------- | ------ | ------ | ------ | ----- | ------ | --- | --- | ---- | ------ |
| 2004 | Dale Coyne | LBH | MTY | MIL 16 | POR 13 | CLE 12 | TOR 6 | VAN DNS | ROA 18 | DEN 15 | MTL 12 | LS 13 | LVS 15 | SRF | MXC | 17   | 73     |

### Fórmula Truck
| Ano  | Equipe       | 1   | 2   | 3     | 4   | 5   | 6   | 7   | 8   | 9   | 10  | Classificação | Pontos |
| ---- | ------------ | --- | --- | ----- | --- | --- | --- | --- | --- | --- | --- | ------------- | ------ |
| 2008 | ABF Mercedes | GUA | SAO | FOR 5 | CAR | GOI | RIO | CGD | CTB | TAR | BRA |               |        |